# Tecmo Secret of the Stars: A Fantasy
 (novembre 2015).
Tecmo Secret of the Stars: A Fantasy (Aqutallion  (アクタリオン) au Japon), est un jeu vidéo de rôle au tour par tour en vue aérienne, se déroulant dans un univers fantasy et steampunk. Le jeu a été développé et édité par Tecmo pour la Super Nintendo. Il est sorti au Japon le 5 novembre 1993, suivi de l'Amérique du Nord en juillet 1995.

## Synopsis
Ray et ses compagnons d'Aqutallion et de Kustera doivent vaincre le maléfique Homncruse et ses quatre généraux.

## Système de jeu
Quatre personnages peuvent être utilisés en combat. Les Aqutallion sont au nombre de cinq et les Kustera au nombre de onze.

La réalisation du jeu a été critiquée.[Par qui ?]